# Наля
Наля — река в России, протекает по Килемарскому району Республики Марий Эл. Устье реки находится в 69 км от устья Рутки по левому берегу. Длина реки — 10 км, площадь водосборного бассейна — 40,2 км².
Исток реки у деревни Нальмучаш в 12 км к юго-западу от посёлка Килемары. Река течёт на юго-запад, протекает деревни Нальмучаш, Кукшары, село Кумья. Впадает в Рутку у посёлка Рутка.

## Данные водного реестра
По данным государственного водного реестра России относится к Верхневолжскому бассейновому округу, водохозяйственный участок реки — Волга от устья реки Ока до Чебоксарского гидроузла (Чебоксарское водохранилище), без рек Сура и Ветлуга, речной подбассейн реки — Волга от впадения Оки до Куйбышевского водохранилища (без бассейна Суры). Речной бассейн реки — (Верхняя) Волга до Куйбышевского водохранилища (без бассейна Оки).
Код объекта в государственном водном реестре — 08010400312110000044034.